# Iku (Abaiang)
Iku (auch: Lone Tree Island) ist eine unbewohnte winzige Insel, die zum Atoll Abaiang in den Gilbertinseln in der Republik Kiribati gehört.

## Geographie
Iku ist ein Motu im Südwesten der Riffkrone. In diesem Gebiet liegen die Motu nur sehr zerstreut auf der Riffkrone. Teirio ist die nächstgelegene Insel im Nordwesten, während in etwa 5 km Entfernung im Süden der Südwestzipfel der Hauptinsel Teiro mit Bolton Point und dem Dorf Tabontebike liegt. In der Riffkrone dazwischen verläuft der Bingham Channel und der South Canoe Pass.